# Уитцилиуитль
Уитцилиуитль («Пёрышко Колибри»; 1379—1414) — второй правитель Теночтитлана, сын Акамапичтли и Мияуацин, дочери правителя города Тетепанко. Был тлатоани ацтеков с 1395 до 1414 года.

## Внутренняя политика
Уитцилиуитль продолжал политику отца по укреплению власти как внутри своего государства, так и за его пределами. Он создал Королевский совет, или Тлатокан, а также должности четырёх выборных советников тлатоани. Их задачей была помощь новому монарху в первые годы после вступления на трон.
Значительное внимание Уитцилиуитль уделял развитию экономики своего государства. Была налажена хлопчатобумажная промышленность, продуктами которой Теночтитлан обеспечивал большинство городов-государств долин Мехико и Пуэбло. Кроме того, повелитель Теночтитлана планировал провести водопровод для улучшения снабжения водой жителей города, однако сделать это ему не удалось. Уитцилиуитль укрепил оборону Теночтитлана, построив в наиболее уязвимом месте крепость.

## Внешняя политика
Во внешней политике Уитцилиуитль придерживался союза с Тесосомоком, правителем государства Аскапоцалько, на дочери которого он женился. Это позволило правителю Теночтитлана уменьшить размер дани, которую до того Теночтитлан платил Аскапотцалько. Уитцилиуитль помогал Тесосомоку в борьбе с городами Куаутитлан, Хальтокан, Тескоко, Тильтитлан, Отомпа, Акольман, Толланцинко. В этих войнах тлатоани Теночтитлана получил значительную военную добычу.

## Семья
Жены и дети:
- Айауисиуатль (ум. 1415), дочь Тесосомока, тлатоани Аскапоцалько;
  - Чимальпопока
  - Илуикамин
  - Maтлалкхуацин, жена Иштлильшочитля I, тлатоани Тескоко
- Миауашиуитль, дочь тлатоани Куанауака
  - Монтесума I
  - Тлакаелель
  - Уэуэ Сакацин